# Japan Women's Open Tennis 2024
Il Japan Women's Open Tennis 2024, conosciuto anche come Kinoshita Group Japan Open Tennis Championships per motivi di sponsorizzazione, è stato un torneo di tennis giocato sul cemento all'aperto. È stata la 13ª edizione del Japan Women's Open Tennis, che fa parte della categoria WTA 250 nell'ambito del WTA Tour 2024. Si è giocato a Osaka, in Giappone, dal 14 al 20 ottobre 2024.

## Partecipanti

### Teste di serie
| Nazionalità | Giocatore              | Ranking* | Testa di serie |
| ----------- | ---------------------- | -------- | -------------- |
| Polonia     | Magdalena Fręch        | 27       | 1              |
| Canada      | Leylah Fernandez       | 28       | 2              |
| Belgio      | Elise Mertens          | 30       | 3              |
| Rep. Ceca   | Marie Bouzková         | 42       | 4              |
| Armenia     | Èlina Avanesyan        | 47       | 5              |
| Bulgaria    | Viktorija Tomova       | 48       | 6              |
| Francia     | Diane Parry            | 50       | 7              |
| Italia      | Elisabetta Cocciaretto | 54       | 8              |
| Stati Uniti | Katie Volynets         | 56       | 9              |

* Ranking al 7 ottobre 2024.

### Altre partecipanti
Le seguenti giocatrici hanno ricevuto una wild card:
- Bianca Andreescu
- Mai Hontama
- Sofia Kenin
- Sara Saitō

La seguente giocatrice è entrata in tabellone utilizzando il ranking protetto:
- Zheng Saisai

Le seguenti giocatrici sono passate dalle qualificazioni:

- Kimberly Birrell
- Ana Bogdan
- Aoi Itō
- Suzan Lamens
- Ena Shibahara
- Laura Siegemund

Le seguenti giocatrici sono entrate in tabellone come lucky loser:
- Eva Lys
- Jessika Ponchet

### Ritiri
Prima del torneo
- Bianca Andreescu[1] → sostituita da  Greet Minnen
- Amanda Anisimova → sostituita da  Ashlyn Krueger
- Clara Burel → sostituita da  Harriet Dart
- Leylah Fernandez → sostituita da  Jessika Ponchet
- Magdalena Fręch → sostituita da  Eva Lys
- Varvara Gracheva → sostituita da  Lucia Bronzetti
- Lulu Sun → sostituita da  Ėrika Andreeva
- Wang Xinyu → sostituita da  Cristina Bucșa

## Partecipanti al doppio
| Nazione     | Giocatrice         | Nazione       | Giocatrice            | Ranking* | Testa di serie |
| ----------- | ------------------ | ------------- | --------------------- | -------- | -------------- |
| Canada      | Gabriela Dabrowski | Nuova Zelanda | Erin Routliffe        | 5        | 1              |
| Stati Uniti | Sofia Kenin        | Stati Uniti   | Bethanie Mattek-Sands | 47       | 2              |
| Giappone    | Ena Shibahara      | Germania      | Laura Siegemund       | 49       | 3              |
| Spagna      | Cristina Bucșa     | Romania       | Monica Niculescu      | 61       | 4              |

* Ranking al 7 ottobre 2024.

### Altre partecipanti
La seguente coppia ha ricevuto una wildcard per il tabellone principale:
- Nao Hibino /  Makoto Ninomiya
- Mai Hontama /  Moyuka Uchijima

La seguente coppia di giocatrici è subentrata in tabellone come alternate:
- Aleksandra Krunić /  Viktorija Tomova

### Ritiri
Prima del torneo
- Ashlyn Krueger /  Asia Muhammad → sostituite da  Aleksandra Krunić /  Viktorija Tomova

## Punti
| Evento    | V   | F   | SF | QF | 2T   | 1T | Q    | Q2   | Q1   |
| Singolare | 250 | 163 | 98 | 54 | 30   | 1  | 18   | 12   | 1    |
| Doppio    | 250 | 163 | 98 | 54 | N.D. | 1  | N.D. | N.D. | N.D. |

## Montepremi
| Evento    | V        | F        | SF       | QF      | 2T      | 1T      | Q2      | Q1      |
| Singolare | 35 250 $ | 20 830 $ | 11 610 $ | 6 608 $ | 4 040 $ | 2 890 $ | 2 140 $ | 1 380 $ |
| Doppio*   | 12 820 $ | 7 210 $  | 4 140 $  | 2 470 $ | N.D.    | 1 900 $ | N.D.    | N.D.    |

*per team

## Campionesse

### Singolare
Suzan Lamens ha sconfitto in finale  Kimberly Birrell con il punteggio di 6-0, 6-4.
- É il primo titolo in carriera per Lamens.

### Doppio
Ena Shibahara /  Laura Siegemund hanno sconfitto in finale  Cristina Bucșa /  Monica Niculescu con il punteggio di 3-6, 6-2, [10-2].